# Torregalindo
Torregalindo è un comune spagnolo di 133 abitanti situato nella comunità autonoma di Castiglia e León.